# Tartessops manokwarensis
Tartessops manokwarensis är en insektsart som beskrevs av Evans 1981. Tartessops manokwarensis ingår i släktet Tartessops och familjen dvärgstritar. Inga underarter finns listade i Catalogue of Life.